# Diplopterys
Diplopterys là một chi thực vật có hoa trong họ Malpighiaceae.

## Loài
Chi Diplopterys gồm các loài: